# Bundeswahlkreis Ottawa Centre
Der Bundeswahlkreis Ottawa Centre ist seit 1966 ein Wahlkreis (englisch electoral district, französisch circonscription) für die Wahl eines Abgeordneten des Unterhauses (House of Commons, Chambre des communes).
Der Wahlkreis im Jahr 1966 geschaffen und bei der Kanadischen Unterhauswahl 1968 wurde für diesem erstmals ein Kandidat gewählt. Der Wahlkreis umfasst das Zentrum von Ottawa, unmittelbar südlich des Ottawa River sowie westlich des Rideau River und entstand durch die Zusammenlegung der damaligen Wahlkreise Carleton, Ottawa West und Ottawa East, bzw. von Teilen davon. Erster hier gewählter Abgeordneter war George McIlraith, der zuvor bereits Abgeordneter in Wahlkreis Ottawa West war.

## Ergebnisse

### Parlamentswahl 2021
| Kandidaten               | Kandidaten           | Parteien                      | Stimmen | %    |
| ------------------------ | -------------------- | ----------------------------- | ------- | ---- |
|                          | Yasir Naqvi          | Liberale Partei Kanadas       | 33.825  | 45,5 |
|                          | Angella MacEwen      | Neue Demokratische Partei     | 24.552  | 33,0 |
|                          | Carol Clemenhagen    | Konservative Partei Kanadas   | 11.650  | 15,7 |
|                          | Angela Keller-Herzog | Grüne Partei Kanadas          | 2.115   | 2,8  |
|                          | Regina Watteel       | Volkspartei Kanadas           | 1.605   | 2,2  |
|                          | Shelby Bertrand      | Tierschutzpartei Kanadas      | 261     | 0,4  |
|                          | Alex McDonald        | Kommunistische Partei Kanadas | 201     | 0,3  |
|                          | Rich Joyal           | unabhängig                    | 132     | 0,2  |
| Gesamt                   | Gesamt               | Gesamt                        | 74.341  | 100  |
|                          |                      |                               |         |      |
| Ungültige Stimmen        | Ungültige Stimmen    | Ungültige Stimmen             | 497     | 0,7  |
| Wähler                   | Wähler               | Wähler                        | 74.838  | 77,2 |
| Wahlberechtigte          | Wahlberechtigte      | Wahlberechtigte               | 96.979  |      |
|                          |                      |                               |         |      |
| Quelle: Elections Canada |                      |                               |         |      |